# Václav Černý
Václav Černý (Příbram, 17 de octubre de 1997) es un futbolista checo. Juega como extremo y su equipo es el VfL Wolfsburgo de la 1. Bundesliga.

## Trayectoria
Černý militaba en el FK Příbram cuando se incorporó a las categorías inferiores del AFC Ajax en enero de 2013. Hizo su debut profesional en el Ajax el 13 de marzo de 2015, en un partido de la Eerste Divisie contra el VVV Venlo. 
Su primer partido con el primer equipo del Ajax fue el 15 de agosto el año 2015 y marcó su primer gol en la victoria contra el Celtic de Glasgow en un partido correspondiente a la Liga Europa.

## Selección nacional

### Selección sub-21
En agosto de 2015, a la edad de 17 años, fue convocado para la selección de la República Checa sub-21. Hizo su debut el 4 de septiembre de 2015 ante Malta, convirtiéndose así en el jugador más joven en representar al equipo.

### Absoluta
El 11 de noviembre de 2020 debutó con la absoluta en un amistoso ante Alemania que perdieron por 1-0.

### Participaciones en Eurocopas
| Copa          | Sede     | Resultado    | Partidos | Goles |
| ------------- | -------- | ------------ | -------- | ----- |
| Eurocopa 2024 | Alemania | Primera fase | 1        | 0     |

## Clubes
| Club                   | País         | Año       |
| ---------------------- | ------------ | --------- |
| Jong Ajax              | Países Bajos | 2015-2016 |
| Ajax de Ámsterdam      | Países Bajos | 2016-2019 |
| F. C. Utrecht          | Países Bajos | 2019-2021 |
| F. C. Twente (cedido)  | Países Bajos | 2020-2021 |
| F. C. Twente           | Países Bajos | 2021-2023 |
| VfL Wolfsburgo         | Alemania     | 2023-     |
| Rangers F. C. (cedido) | Escocia      | 2024-2025 |

## Palmarés

### Títulos nacionales
| Título                   | Club              | País         | Año  |
| ------------------------ | ----------------- | ------------ | ---- |
| Copa de los Países Bajos | Ajax de Ámsterdam | Países Bajos | 2019 |
| Eredivisie               | Ajax de Ámsterdam | Países Bajos | 2019 |

### Distinciones individuales
| Distinción                            | Año  |
| ------------------------------------- | ---- |
| Talento del año en la República Checa | 2015 |